# روی اولیویرا
روی اولیویرا (پرتغالی: Rui Oliveira؛ زادهٔ ۵ سپتامبر ۱۹۹۶) دوچرخه‌سوار پیست اهل پرتغال است.
از باشگاه‌هایی که در آن بازی کرده است می‌توان به تیم یوای‌ئی امارات اشاره کرد.
وی در مسابقات کشوری و بین‌المللی در مجموع برندهٔ ۲ مدال طلا، ۴ مدال نقره، ۵ مدال برنز شده است.